# بلدروز
بلدروز وهي مدينة عراقية ومركز قضاء تتبع إداريا إلى محافظة ديالى شرق العراق، وهي من المدن الحدودية مع إيران وبلدروز مدينة صغيرة جميلة تقع على حافة الصحراء الشرقية للعراق يمر فيها نهر الروز أحد روافد نهر ديالى.

## الموقع
يحدها من الشمال قضاء المقدادية ومن الجنوب قضاء العزيزية_محافظة واسط، ومن الشرق ناحية مندلي ومن الغرب قضاء بعقوبة (مركز محافظة ديالى). ويبلغ تعداد سكانها حسب آخر إحصائية عام 2014، (96) ألف نسمة.

## البلدة
وفيها مرقد الولي الصالح محمد البجلي ومرقد الشيخ منصور البطائحي ومرقد الإمام ولي الدين القادري وبلدروز (عاصمة الصقارة في العراق) وهي مهنة وهواية مسك وتدريب الصقور ولموقع بلدروز الجغرافي سبب في ذلك فهي على حافة صحراء العراق الشرقية وذكرت مصادر التاريخ أنها مركز للصقارة منذ أقدم العصور، وأكد الدكتور مصطفى جواد أن الخليفة هارون الرشيد كان يخرج لصيد الصقور في بلدروز، وهناك دراسة أكاديمية قدمت مقترح ضم بلدروز لمحافظة خانقين (المقترحة).
ومن المهم ذكر أن الدكتور نعمة رحيم العزاوي يؤكد أن لهجة أهل بلدروز هي أقرب إلى لهجة أهل سامراء.
اسم بلدروز أصله كلمة عراقية قديمة وذكرت في مصادر التاريخ الإسلامي ب (براز الروز) ومعناها بلاد الرز، لكثرة زراعة الرز فيها عبر العصور، وكانت في العهد العثماني الأخير تعرف ب«الصباغية» كما يذكر الباحثون لكثرة صباغي الأصواف حيث تعتبر منطقة مصدرة للصوف إلى معامل النسيج في بغداد، حيث كانت قرية تتبع ناحية «شهربان_المقدادية حاليا» التابعة لقضاء «خراسان_محافظة ديالى حاليا» في ولاية بغداد العثمانية.

## تراثها
أستوطنها الصحابي الجليل عروة البارقي والذي عَيَّنَهُ عمر بن الخطاب على قضاء الكوفة وكان أول من ولي علي القضاء فيها. كما شارك في فتوحات العراق وكان له احسن البلاء فيها. شارك في المدائن ونزلها، ثم انتقل إلى براز الروز (الأسم التاريخي لمدينة بلدروز) على مرحلة من النهروان فأقام بها مرابطا وكان له فيها نحوًا سبعين فرسًا منها فرس أخذه بعشرين ألف درهم.
من تراثها، جامع بلدروز القديم، والذي تعود أصوله إلى العصر العباسي الأول، إلا أن السلطان العثماني عبد الحميد الثاني، جدّده على نفقته الخاصة وتم بنائه على أنقاض الجامع التاريخي، وشكّل الباب العالي، لجنة متابعة للأوامر السلطانية العثمانية في ولاية بغداد، مكونة من عاكف باشا والي بغداد، ويونس وهبي باشا قاضي بغداد، وعبد الرحمن الكيلاني النقيب، وهم بدورهم أعطوا الإدارة العملية، لقائم مقام منطقة طريق خراسان (بعقوبة) بكر آغا الإسطنبولي وذلك عام1295 هج/ 1878م، وما زال الجامع موجود ويعرف ب جامع بلدروز القديم.

## الهجرة إليها
ومن العوامل التي ساهمت بازدهار المدينة هي هجرة سكان مدينة مندلي بعد بدء الحرب العراقية الإيرانية مما ساهم في توسعة المدينة عمرانيا واقتصاديا.
والطبيعة السكانية للقضاء هي ريفية عشائرية فلاحية إلا داخل قصبة حيث يهتم نصفهم برعاية وزراعة البساتين والبقية موزعين بين معلم ومدرس وموظف في دوائر الدولة.

## الزراعة
أهم المحاصيل الزراعية بالقضاء هي الرز والحنطة والشعير والسمسم والذرة إضافة إلى شهرتها ببساتين الحمضيات والتمور المختلفة والواقعة على نهر الروز أحد روافد نهر ديالى.

## الأوضاع الأمنية
- أدى إنفجار عبوة ناسفة إستهدفت دورية للجيش العراقي إلى مقتل اثنين من الضباط أحدهما برتبة عقيد والآخر برتبة نقيب.
- أدى إنفجار قذيفة هاون إلى مقتل شرطي وجرح أربعة آخرين.[15]

## صفحات لها صلة
- جامع بلدروز القديم.
- محمد البجلي.
- منصور البطائحي.
- زين الدين الرفاعي.
- ولي الدين القادري.
- عبد المحسن تركي السالم.
- فالح الكيلاني.
- علاء الدين المدرس.